# Германски ултиматум към Литва
Германският ултиматум към Литва от 20 март 1939 година е ултимативно искане към Литва за предаване на Германия на граничната Мемелска област.
Мемелската област е част от Германия до Първата световна война и предмет на спорове между двете страни след нейния край, въпреки че Клайпедската конвенция от 1924 година дава на Литва гаранциите на Великобритания, Франция, Италия и Япония за запазването ѝ като автономна област в състава на Литва.
Германският ултиматум е представен от външния министър Йоахим фон Рибентроп на литовския му колега Юозас Урбшис дни след германската окупация на Чехословакия през 1938 г. След отказа на страните по Клайпедската конвенция да подкрепят Литва тя приема ултиматума на 22 март с.г., след което Мемелската област е анексирана от Германия.